# Ariel Augusto Nogueira
Ariel Augusto Nogueira conosciuto solo come Ariel (Petrópolis, 22 febbraio 1910 – Rio de Janeiro, 1º agosto 2005) è stato un calciatore brasiliano.

## Carriera
In carriera, Ariel giocò per l'Hellênico, il Petropolitano e soprattutto il Botafogo dove ottenne i suoi maggiori successi. Grazie a ciò, poté prendere parte al Mondiale 1934 con la Nazionale brasiliana.

## Palmarès
- Campionato Carioca: 3

Botafogo: 1932, 1933, 1934